# ميتش ألان
ميتش ألان (بالإنجليزية: Mitch Allan)‏ هو مغن مؤلف ومغني وموسيقي وعازف قيثارة أمريكي، ولد في مايو 1972 في بالتيمور في الولايات المتحدة.

## وصلات خارجية
- ميتش ألان على موقع IMDb (الإنجليزية)
- ميتش ألان على موقع ميوزك برينز (الإنجليزية)
- ميتش ألان على موقع ديسكوغز (الإنجليزية)